# NGC 869
NGC 869 je otvoreni skup u zviježđu Perzeja, udaljen oko 6800 ly. Starost skupa se procjenjuje na oko 19 milijuna godina. Skup je zapadniji u Dvostrukom skupu, kojeg čini zajedno sa skupom NGC 884. 
Oba skupa se fizički nalaze u asocijaciji Perzej OB1, a međusobno su udaljeni “samo” nekoliko stotina svjetlosnih godina.
Skupove je prvi opisao Hiparh, no s obzirom na to da se lako vide golim okom, zasigurno su poznati od pamtivijeka.

## Astronomska promatranja
Vidi Ha i Xi.

## Vanjske poveznice
- (engl.) NGC 869 at SEDS  Arhivirana inačica izvorne stranice od 3. rujna 2011. (Wayback Machine)
- (engl.) NGC 869 at Silicon Owl
- (engl.) [neaktivna poveznica]